# Мардонес, Хосе
Хосе Мардонес (исп. José García de Mardones Ortiz de Pereda, 14 августа 1868 — 4 мая 1932) — знаменитый испанский оперный певец (бас).

## Биография
Родился в 1868 году в небольшом поселении Фонтека. В возрасте трех лет лишился матери, воспитывался в основном своими тетушками в городе Бривиеска. Там же получил первое музыкальное образование и пел в церковном хоре как сопрано (дискант). Обучался сначала в семинарии Витории и в высшей семинарии Бургоса, но не окончил обучение, т.к. у него проявился удивительный по силе и красоте бас, и Мардонес решил посвятить себя пению. Какое-то время обучался пению в консерватории Мадрида, но во многом остался самоучкой.
Певческую карьеру начал псалмопевцем в Паленсии, затем выступал в сарсуэле.
Дебютировал в опере в 1891 году, на сцене Teatro de la Opera в Буэнос-Айресе. Через короткое время пел уже в Рио-де-Жанейро. До начала 20го века пел в основном в испанских оперных театрах и в сарсуэле.

### Метрополитен-опера
В 1913 году был приглашен Тосканини исполнить басовую партию в Реквиеме Верди, а с 1917 по 1926 год он был солистом Метрополитен-опера.

### Последние годы
Выйдя на пенсию в 1926 году, он вернулся в Испанию, где в 1928 году дал памятный концерт в Мадриде, а также выступил в 1929 году на фестивале в Барселоне.
В последние годы тяжело болел, умер в Мадриде утром 4 мая 1932 года.

## Творчество
Обладал в высшей степени ровным голосом необычайно широкого диапазона, удивительной мощи, особенно в нижнем регистре. Джакомо Лаури-Вольпи писал: "Вокальный басовый инструмент обрел в высшей степени совершенного исполнителя в лице испанца Мардонеса". Его нижние ноты с юного возраста удивляли окружающих, Роза Понсель называла его басом-профундо: "Это был самый величайший бас из всех, кого я слышала. Никто не мог даже приблизиться к этому звуку. Будто нажимаешь на самую низкую педаль органа в огромном соборе - настоящий бас-профундо". При этом Мардонес обладал феноменальным для центрального баса высоким регистром, на записи арии Фиеско он легко берет соль 1 октавы. Также он записал баритональную арию - куплеты Эскамильо ("Кармен"), то есть его голос простирался вверх до баритонального диапазона.
В вокальном смысле он был необычайно виртуозен, на записях демонстрирует владение редким для басов приемом - диминуэндо. Однако, в артистическом плане, его несовершенство отмечается Лаури-Вольпи, а Роза Понсель и вовсе отзывается о нем как о слабом актере.